# Saltibus
Saltibus ist ein Ort im Südwesten der Insel St. Lucia im Quarter Laborie.

## Geographie
Das Dorf liegt im Nordosten des Hauptortes Choiseul und nordwestlich von Laborie im Bergland auf ca. 241 m Höhe. Der umgebende Regenwald ist wasserreich und die Böden sind fruchtbar. Hauptattraktion des Ortes ist eine Reihe von Wasserfällen mit Höhen zwischen 3 und 10 m. Außerdem gibt es einen Staudamm, der Saltibus und einige benachbarte Orte mit Trinkwasser versorgt. Die Wirtschaft ist hauptsächlich landwirtschaftlich geprägt.
Herausragende Berge in dem Gebiet sind Mount Belvidere und Mount Grand Magazin sowie der Hügel Mount Cok.
Namhafte Flüsse sind Saltibus River, Daban River, Saltibus Cold Springs und Daban Springs.

### Klima
Das Wetter in Saltibus ist tropisch gemäßigt und bestimmt durch die Northeast Trade Winds. Es gibt eine Trockenzeit von Januar bis April und eine Regenzeit von Mai bis August.

### Sehenswürdigkeiten

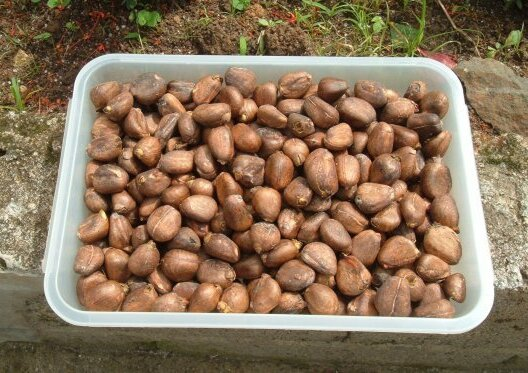
Breadnut.

Der Saltibus Waterfall Trail in der Nähe des Dorfes führt durch den Regenwald zu den Saltibus Waterfalls. Fünf Kaskaden mit Höhen zwischen 3 und 10 m ergießen sich hier ins Tal.

## Bevölkerung
Die Bevölkerung von Saltibus ist hauptsächlich afrikanischer oder gemischt afrikanisch-europäischer Abstammung, mit einigen Indern und europäischen Minderheiten. Englisch ist die offizielle Sprache und es gibt Französisch- und Patois. Die überwiegende Mehrheit ist katholisch. Insgesamt gibt es ca. 1690 Einwohner in verschiedenen Siedlungen und Wohnplätzen wie Daban, Park Estate, Gayabois, Gertrine und Giraud.

## Festivals
La Woz (Rose) und La Magwit (Marguerite) sind die Namen von zwei konkurrierenden 'Gesellschaften', die eine besondere Tradition von 'Festivals' pflegen. La Woz repräsentiert dabei Rosenkreuzer und La Magwit die Freimaurerei. Die Vorbereitungen für die Jahres-Festivals beginnen mehrere Monate vor dem Festtag. Jede Gruppe hält „Seances“ ab. Das sind in diesem Fall Gesangs- und Tanzveranstaltungen bei Nacht, bei denen Getränke verkauft und Spiele gespielt werden.
Die zentrale Figur dieser Seancen ist der shatwel (Leadsinger), der den „spirit and tenor“ der Veranstaltung kontrolliert. Viele Gruppen haben einen besonders ausgezeichneten shatwel. Diese sind gewöhnlich Frauen.
Am Festtag kleiden sich alle Mitglieder der jeweiligen Societé in den Galaroben ihrer jeweiligen Rollen und besuchen die Kirche zu einem Gottesdienst, der der Parade durch die Straßen vorausgeht, bevor sie in die Festhalle zur grande fete gehen.
Ein bekanntes Bild, dass diese Tradition darstellt, ist ein Wandbild von Dunstan St. Omer, in dem er die Trinität von Osiris, Horus und Isis dargestellt hat.
Ein Carnival wird traditionell in Verbindung mit dem Mardi Gras in der Woche vor Beginn der Fastenzeit abgehalten.